# فريدريك شريمبف
فريدريك شريمبف (بالألمانية: Friedrich Schrempf)‏ هو محرر وسياسي ألماني، ولد في 24 فبراير 1858 في ألمانيا، وتوفي في 8 يناير 1912 في نفس البلد. حزبياً، نشط في German Conservative Party ‏. وقد انتخب عضو مجلس النواب الألماني للإمبراطورية الألمانية.